# Ecumenismo

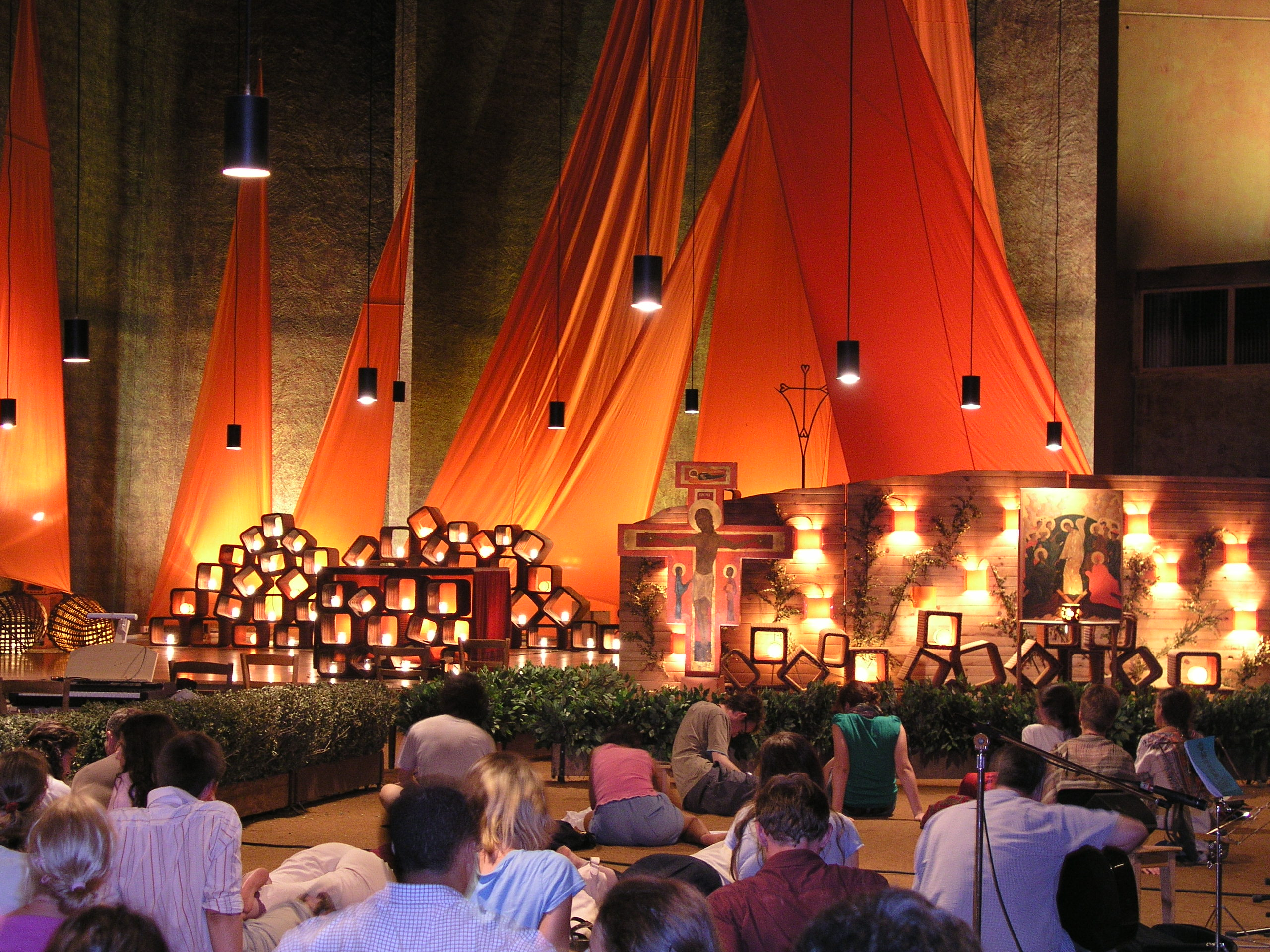
Oración ecuménica, en la Comunidad de Taizé.

El ecumenismo es la tendencia o movimiento que busca la instauración de la unidad de los cristianos, es decir, la unidad de las distintas confesiones religiosas cristianas «históricas», separadas desde los grandes cismas. Del griego antiguo «οἰκουμένη» (oikoumenē, aunque se pronuncia (en griego moderno) ikuméni, «tierra habitada»). Si bien el vocablo oikoumenē se utilizó desde los tiempos del Imperio romano para expresar la totalidad de las tierras conquistadas, el mundo como unidad, en la actualidad la palabra «ecumenismo» tiene una significación eminentemente religiosa, y se usa para aludir a los movimientos existentes en el seno del cristianismo cuyo propósito consiste en la unificación de las distintas denominaciones cristianas que se hallan separadas por cuestiones de doctrina, de historia, de tradición o de práctica.
El ecumenismo es diferente del diálogo interreligioso; del cual no se debe confundir, pues este último consiste en la búsqueda de cooperación entre diferentes religiones (tanto las religiones abrahámicas —judaísmo, cristianismo e islam— como otras).
En el sentir de numerosas personalidades cristianas del último siglo, el ecumenismo constituye un camino de superación de las divisiones entre los cristianos, en orden al cumplimiento del mandato de Cristo: «[...] que todos sean uno [...]» (Juan 17, 21). Aunque ya en el siglo XVIII, Gottfried Leibniz abogaba por el ecumenismo entendido como ideal de vida.
Entre las muchas personalidades relevantes que tienen o tuvieron influencia en el desarrollo de la conciencia ecuménica se encuentran Robert Gardiner, el teólogo Yves Congar, el hermano Roger Schutz —fundador de la Comunidad ecuménica de Taizé—, Chiara Lubich —fundadora del Movimiento de los Focolares—, el patriarca Atenágoras I, los papas Juan XXIII, Pablo VI y Juan Pablo II, y el arzobispo de Canterbury Rowan Williams.

## Origen del término «ecumenismo»
El vocablo «ecumenismo» proviene del latín, œcumenicus y del griego, «οἰκουμενικός» (oikoumenikós) y este a su vez de «οἰκουμένη» (oikoumenē), que significa «poblada», con el sentido de «lugar o tierra poblada como un todo». Ya se usaba en el Imperio romano para referirse a la totalidad de las tierras conquistadas. Sin embargo, en la literatura de la época romana tenía un significado político-imperial que superaba el sentido geográfico: implicaba «el mundo como unidad administrativa, el Imperio romano».

### Uso del término por los historiadores
Los romanos eran llamados «señores del oikoumenē» (Plutarco, Tiberius Gracchus 9, 6). Polibio escribió: «todas las partes del mundo habitado (oikoumenē) han venido a estar bajo el dominio de Roma» (Polibio, Historias 3,1,4). De la misma forma lo usó Dion Casio (Historia Romana 37,1,2; 43,14,16; 43,21,2) y Flavio Josefo, entre muchos otros. Flavio Josefo escribió que el rey Agripa dijo: «En el mundo habitable (oikoumenē) todos son romanos» (La guerra de los judíos 2, 388).

### Uso del término en los evangelios

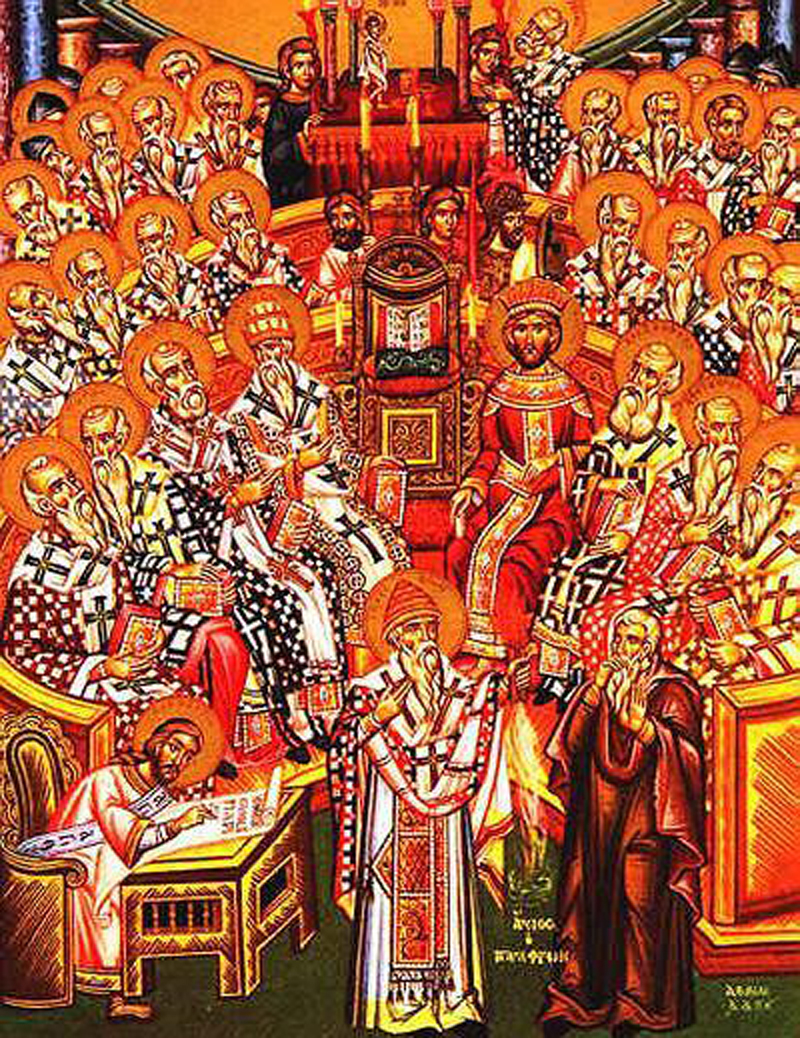
Ícono ortodoxo oriental que representa el primer Concilio ecuménico en Nicea, en 325

En los evangelios, el vocablo oikoumenē es poco utilizado como tal. Por ejemplo, en Lucas 2,1 se señala: «Sucedió que por aquellos días salió un edicto de César Augusto ordenando que se empadronase todo el mundo (oikoumenē)». También, el diablo tienta a Jesús ofreciéndole «todos los reinos de la tierra (oikoumenē)» (Lucas 4, 5).

### Uso del término en los comienzos de la historia de la Iglesia
El significado de oikoumenē comenzó a tornarse decididamente positivo cuando Constantino I el Grande convocó el primer Concilio ecuménico de cristianos en Nicea, en 325, con la participación de obispos de todo el oikoumenē. Así se creó un vínculo entre el concepto de universalidad de la Iglesia (es decir, sin exclusiones) y el vocablo «ecuménico» (oikoumenē).

## Breve historia del movimiento ecuménico

### Primera etapa (1910-1937)
Según el catedrático emérito Sabino Ayestarán Etxeberria el movimiento ecuménico estuvo marcado por diversos hitos. Entre ellos se pueden mencionar los siguientes:

Primera Conferencia Misionera Mundial, celebrada en el Assembly Hall del New College, Universidad de Edinburgo en 1910. Se considera el inicio del movimiento ecuménico protestante.

- En 1908 Spencer Jones y Paul Wattson, dos episcopalianos estadounidenses, lanzaron la Church Unity Octave (Octavario por la Unidad de la Iglesia), que tuvo una inicial acogida en el mundo anglicano. El pastor Paul Wattson había fundado la Sociedad de la Expiación, que tenía como uno de sus principales objetivos promover la unidad de los cristianos, nueve meses después del primer octavario por la unidad de los cristianos Wattson se convirtió al catolicismo. El octavario se convirtió pronto en un instrumento de apostolado en manos de la jerarquía católica de aquel tiempo, con el fin de promover la conversión de los cristianos no católicos al catolicismo cual si se tratara de un mero «retorno» al seno de la Iglesia católica. La Iglesia anglicana dejó de realizar ese octavario y transcurrió más de una década hasta que, en 1921, el mismo Spencer Jones lo sustituyó por la Church Unity Octave Council, con un sentido de búsqueda de la unión entre la Iglesia anglicana y la católica.

- En 1910 se realizó la Conferencia Misionera Mundial en Edimburgo, considerada el punto de partida oficial del movimiento ecuménico. En esta Conferencia se creó un Comité de Continuación del que surgiría posteriormente el Consejo Misionero Internacional. Charles Brent propuso la creación del movimiento Fe y Constitución, con Robert Gardiner como secretario, conformando así un Comité de Continuación de esta iniciativa.

- En 1914, Robert Gardiner envió una carta de invitación en latín al cardenal Pietro Gasparri. El papa Benedicto XV contestó que se consideraba a sí mismo como la fuente y la causa de la unidad de la Iglesia.

- En 1916, el papa Benedicto XV mediante el Breve Romanorum Pontificum, concedió indulgencia plenaria a todos los que en cualquier lugar de la tierra, desde el 18 de enero –en que se celebraba la Cátedra de San Pedro– hasta el 25 de enero, fiesta de la Conversión de San Pablo, rezasen por la unidad de la Iglesia utilizando una oración difundida en los Estados Unidos y que había sido bendecida por Pío X, aprobada por los obispos de aquel país.

- En 1918, el obispo luterano Nathan Söderblom se acercó a numerosos clérigos católicos para invitarles a hablar de la paz. Se efectuó una reunión de Upsala, en el mes de septiembre. Gasparri no se tomó la cuestión como algo serio.

- En 1919, una delegación de obispos episcopalianos se acercó a diversas iglesias europeas. Al llegar a Roma, los recibió Benedicto XV, quien les dijo que la única unidad posible se encontraba en su retorno a la Iglesia católica.

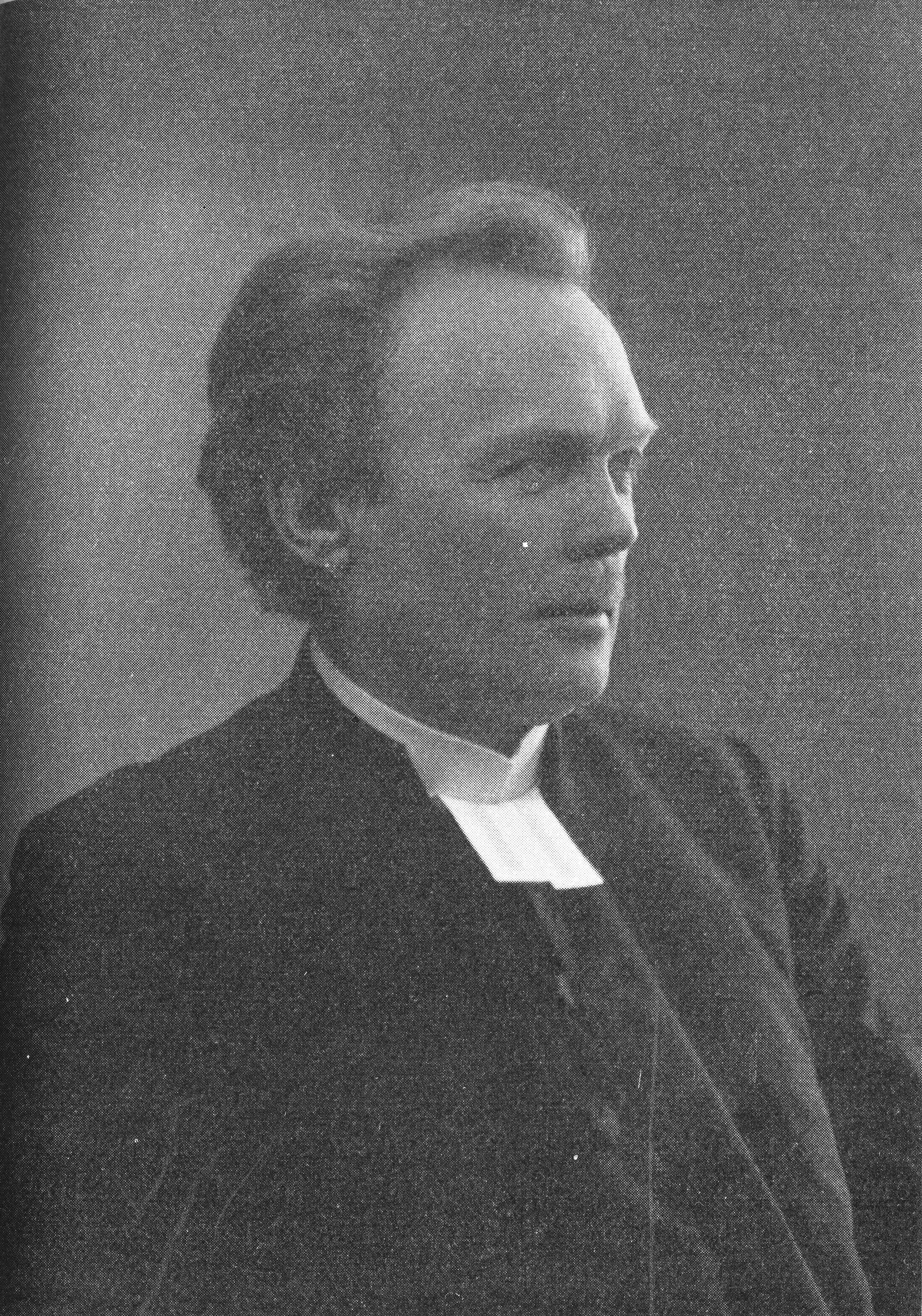
Nathan Söderblom, luterano galardonado con el Premio Nobel de la Paz

- Por primera vez Nathan Söderblom, en una carta abierta, sugirió la creación de un Consejo ecuménico de las Iglesias (C.OE.E).

- En 1920, tiene lugar la Conferencia «Vida y Acción» del catolicismo práctico. Acuden delegados de la jerarquía ortodoxa. Se creó un Comité de Continuación de la Conferencia Misionera Mundial en Ginebra, para sentar las bases del movimiento Fe y Constitución.

- En 1921, se fundó el Consejo Misionero Internacional en Londres: Obispos luteranos suecos y carta del catolicismo práctico. En ese mismo año, iniciaron las Conversaciones de Malinas entre clérigos católicos y anglicanos.

- En 1925 se realiza la Conferencia del catolicismo práctico en Estocolmo. Se produjo un violento ataque del canónigo católico Charles Journet contra el catolicismo práctico en su libro L'union des églises et le Catholicisme pratique. Se reunió en Estocolmo el Comité de Continuación de la Conferencia Misionera Mundial, para programar la primera Conferencia Mundial de Fe y Constitución.

- En 1927, se efectuó la primera Conferencia Mundial de Fe y Constitución en Lausana.

- En 1928, el papa Pío XI publicó su encíclica Mortalium animos, en la que trató con palabras duras las primeras iniciativas del movimiento ecuménico.

- En 1929, se realizó la primera evaluación seria del trabajo ecuménico por parte de los católicos, con el libro de Max Pribilla s.j.: Um kirchliche Einheit, Stockholm, Lausanne, Rome.

- En 1930, Nathan Söderblom recibió el Premio Nobel de la Paz.

### Segunda etapa (1938- )
Esta etapa coincidió con la historia del «Consejo Mundial de Iglesias» (CMI). Su estatuto, fijado provisionalmente en Utrech en 1938, a causa de la Segunda Guerra Mundial, no fue adoptado hasta la asamblea de Ámsterdam, en 1948. El consejo se definió, no como una «super Iglesia» o como una «Iglesia mundial», sino como una «comunidad de Iglesias que reconocen a Cristo como Dios y Salvador». Desde su fundación se han establecido 7 asambleas generales: Ámsterdam (1948); Evanston (1954); Nueva Delhi (1961); Upsala (1968); Nairobi (1968); Vancouver (1983) y Canberra (1991).
En cuanto a la Iglesia católica, el papa Juan XXIII produjo un cambio de rumbo con la creación del "Secretariado para la promoción de la unidad de los cristianos", una comisión preparatoria al Concilio Vaticano II que más tarde recibiría el nombre de Consejo Pontificio para la Unidad de los Cristianos. El 6 de junio de 1960, Juan XXIII designó al cardenal Augustin Bea como primer presidente del recién creado Secretariado.
El Secretariado participó en 1961 de la conferencia de Nueva Delhi y fue el responsable de la redacción de diferentes borradores de documentos críticos durante el Concilio Vaticano II, entre ellos el del decreto Unitatis redintegratio sobre el ecumenismo.
Las últimas palabras pronunciadas por Juan XXIII en su lecho de muerte exteriorizaron su compromiso ecuménico:

Ofrezco mi vida por la Iglesia, por la continuación del Concilio Ecuménico, por la paz en el mundo y por la unión de los cristianos... Mis días en este mundo han llegado a su fin, pero Cristo vive y la Iglesia debe continuar con su tarea. Ut unum sint, ut unum sint.
Juan XXIII

La Iglesia católica, a través del Concilio Vaticano II, estableció, entre otros puntos los siguientes:
1. El ecumenismo debe ser fomentado por los obispos (Decreto Christus Dominus 16).
2. Los presbíteros no han de olvidar a los hermanos que no gozan de plena comunión eclesiástica con los católicos (Decreto Presbyterorum ordinis 9).
3. Se ha de cultivar el espíritu ecuménico entre los neófitos (Decreto Ad gentes divinitus 15).
4. Se exhorta a los católicos a que, reconociendo los signos de los tiempos, participen diligentemente en la labor ecuménica (Decreto Unitatis redintegratio 4).
5. Los católicos, en su acción ecuménica, deben, sin duda, preocuparse de los hermanos separados, orando con ellos, tratando con ellos de las cosas de la Iglesia y adelantándose a su encuentro (Decreto Unitatis redintegratio 4).
6. Es necesario que los católicos reconozcan con gozo y aprecien los bienes verdaderamente cristianos, procedentes del patrimonio común, que se encuentran entre los hermanos separados (Decreto Unitatis redintegratio 4).
7. La práctica del ecumenismo se ha de basar en:

(a) la renovación de la Iglesia como aumento de la fidelidad hacia su vocación, incluyendo movimientos bíblico y litúrgico, la predicación de la Palabra de Dios, la catequesis, el apostolado seglar, la espiritualidad matrimonial, etc. (Decreto Unitatis redintegratio 6),
(b) la conversión interior (op. cit., 7),
(c) la oración unánime por la unidad (op. cit., 8),
(d) el conocimiento mutuo de las distintas Iglesias, con un mejor conocimiento de la doctrina, de la historia, de la vida espiritual y cultural y de la psicología religiosa de las otras Iglesias (op. cit., 9),
(e) la formación ecumenista (op. cit., 10), y
(f) una mejora en cuanto a la profundidad y exactitud en el lenguaje con que se expresa la doctrina de la fe (op. cit., 11), entre otros puntos.
El nuevo rumbo se profundizó con el papa Pablo VI, quien peregrinó a Tierra Santa del 4 al 6 de enero de 1964, en el primer viaje de un papa por el mundo. Como resultado de aquel acercamiento histórico, en una declaración conjunta efectuada el 7 de diciembre de 1965, Pablo VI y Atenágoras I, guías espirituales de los cristianos católicos y ortodoxos del mundo respectivamente, decidieron «[...] cancelar de la memoria de la Iglesia la sentencia de excomunión que había sido pronunciada [...]» en ocasión del Cisma de Oriente o Gran Cisma de 1054.
En 1966, la Comisión Fe y Constitución del Consejo Mundial de Iglesias y el Secretariado por la Unidad de los Cristianos (actualmente Pontificio Consejo para la Promoción de la Unidad de los Cristianos) de la Iglesia católica, decidieron preparar un texto conjunto para la Semana de Oración de cada año. El primero de esos textos se preparó para 1968, desde entonces se han ido haciendo todos los años:.
El 25 de mayo de 1995, Juan Pablo II publicó la carta encíclica Ut unum sint (del latín, Que sean uno), en la cual se instó a la unión de las iglesias cristianas mediante la fraternidad y la solidaridad al servicio de la humanidad. Ya el 10 de noviembre de 1994, en su carta apostólica Tertio Millennio Adveniente dirigida al episcopado, al clero y a los fieles con motivo de la preparación del jubileo del año 2000, Juan Pablo II instó a analizar el curso de los últimos diez siglos y señaló la falta de unidad de los cristianos entre «los pecados que exigen mayor compromiso de penitencia y de conversión», al tiempo que lo calificaba como «un problema crucial para el testimonio evangélico en el mundo».
El 31 de octubre de 1999 en Augsburgo, Alemania, se firmó la Declaración conjunta sobre la doctrina de la justificación, por parte del cardenal Edward Cassidy en nombre de la Iglesia católica, y el obispo Christian Krause de la Federación Luterana Mundial. Joseph A. Fitzmyer, quien trabajó durante casi tres décadas en el diálogo ecuménico luterano-católico, proporcionó una contribución esencial para la elaboración de esta declaración. El documento representó un paso importante para zanjar las divisiones entre ambas denominaciones cristianas que llevaban 482 años, desde que el mismo día del año 1517, Martín Lutero clavó sus noventa y cinco tesis en la puerta de la iglesia del castillo en Wittenberg, en Alemania.
En el 2004 se fundó la comunidad religioso-ecuménica de los Misioneros y Misioneras del Amor Sacramentado,  basada en la creación de proyectos sociales que promueven el amor y el servicio, en atención a diversas obras solidarias en la comunidad, sumado a la presencia de oratorios que invitan a todos a la oración universal y no el debate religioso.
En febrero del 2016, el papa Francisco y el patriarca de Moscú y de todas las Rusias Cirilo I de Moscú, firman una Declaración conjunta reunidos en Cuba, en este  encuentro histórico, dichos  líderes se abrazaron después de casi mil años de separación de sus iglesias.
En abril de ese año Francisco y los patriarcas Bartolomé I y Jerónimo II de Atenas, arzobispo de Atenas y de toda Grecia, firmaron una declaración ecuménica conjunta para manifestar su preocupación por la situación trágica de los numerosos refugiados, emigrantes y demandantes de asilo, que han llegado a Europa huyendo de situaciones de conflicto. El 31 de octubre del 2016, en el marco de su viaje apostólico a Lund (Suecia) con ocasión de la conmemoración luterano-católica por el quingentésimo aniversario de la Reforma iniciada por Martín Lutero, el papa Francisco participó en una ceremonia ecuménica y firmó junto a Munib Younan, presidente de la Federación Luterana Mundial, una declaración conjunta.

## Visión de la unidad de la Iglesia por Roger de Taizé

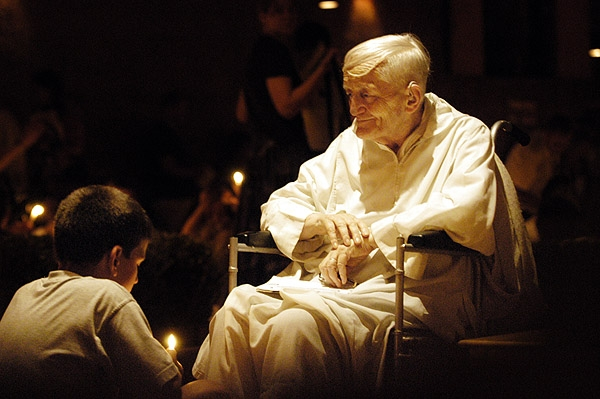
El hermano Roger, en oración.

Una de las personas que más ha contribuido a la promoción de la idea del ecumenismo en el siglo XX, especialmente entre los jóvenes, fue el hermano Roger Schutz, fundador de la ecuménica Comunidad de Taizé. Su visión de la unidad cristiana deriva de la creencia de que Jesús no vino para iniciar una nueva religión, sino para revelar el amor de Dios y reconciliar a la gente entre sí. Por lo tanto, según el pensamiento de Roger Schutz, los cristianos pueden ser reconciliados unos con otros mediante la oración en común, que permite la entrada del Espíritu Santo en el corazón de la acción. En 1972, los jóvenes mostraron la importancia que brindan al mensaje ecuménico de Taizé, tal como se señaló en el periódico francés Le Monde:

Unos dieciocho mil jóvenes procedentes de varios países celebraron la fiesta de Pascua de 1973 sobre la colina de Taizé en Borgoña. La aldea se ha convertido en uno de los primeros centros europeos de agrupación de personas menores de 30 años, hasta el punto de que se hizo preciso derribar la fachada de la iglesia para agrandarla por un inmenso capitel en forma de circo.

¿Qué es lo que arrasta a las gentes a Taizé? Visitantes lo ha habido siempre. Desde hacía tiempo, la colina se había convertido en un intenso foco de ecumenismo: protestante en su origen (1944), su comunidad monástica llevó el amor por la unidad al extremo de integrar «hermanos» pertenecientes a otras confesiones cristianas. Pero fue la proclamación en 1970 del «Concilio de los jóvenes» la que había de dar lugar a un movimiento sin precedentes. En 1972 cien mil personas de más de cien nacionalidades distintas se reunieron en Taizé.

El tema de esta enorme asamblea fue: «Lucha y contemplación para ser hombres de comunión».
Robert Sole. El «Concilio de los jóvenes» en Taizé". Le Monde, 25 de abril de 1973

## Ecumenismo hoy
Un panorama general, basado en las apreciaciones de René Berthier, permite señalar los puntos siguientes referidos al estado de situación del ecumenismo hoy.
- La cuestión del bautismo quedó definitivamente resuelta: todos los cristianos, sean católicos, ortodoxos, anglicanos o protestantes, reconocen el valor del bautismo administrado por las demás Iglesias que no sean la suya propia. Si un cristiano desea pasar a pertenecer a otra de estas confesiones cristianas, no requiere ser «bautizado de nuevo».

- También se produjeron avances en el reconocimiento de la validez de los matrimonios celebrados entre contrayentes de distintos credos cristianos. Un católico que quisiera contraer matrimonio con una persona cristiana no católica solo debe cumplimentar ciertos requisitos que no afectan su concepción del sacramento.

- La participación en la eucaristía por partes de cristianos miembros de Iglesias diferentes de la católica es deseada y pedida por muchos como signo que preludie la esperada unidad final. Si bien la práctica no fue autorizada todavía por las Iglesias cristianas, algunos teólogos han descubierto zonas de acuerdo doctrinal entre la «fracción del pan» y la eucaristía como presencia real de Cristo. Algunos hechos, como la prédica del primado de la Comunión Anglicana Rowan Williams en la Eucaristía Internacional en el Santuario de Lourdes, junto con las medidas que siguieron, son considerados altamente positivos en orden al ecumenismo.

- También progresan, aunque sin dudas con dificultades, las investigaciones teológicas emprendidas en común sobre los problemas de la autoridad papal y de la llamada infalibilidad pontificia. En particular, las Iglesias católica, ortodoxa y la Comunión Anglicana se sienten menos alejadas entre sí a nivel doctrinal.

- Sobre problemas de índole moral, como los del divorcio o del aborto, las divergencias no son tan extremas como para excluir un posible acuerdo. En cuanto a problemas de formulación más moderna, como los de la justicia social, la vida internacional y las libertades cívicas (entre ellas, la libertad de culto, la libertad de enseñanza, la libertad de expresión, etc.), los puntos de vista son similares hasta el extremo de que las distintas Iglesias han llegado a pronunciarse a través de declaraciones comunes.

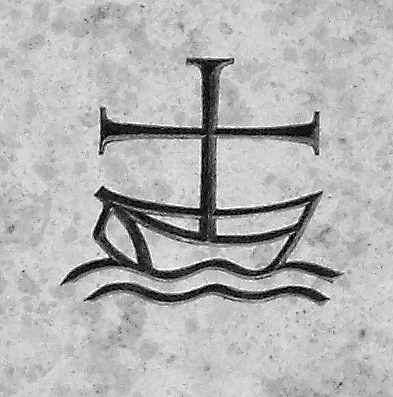
Símbolo del ecumenismo, tal como se observa en la iglesia de Santa Ana (Augsburgo).

- Las relaciones entabladas a nivel jerárquico son muy buenas, impensables un siglo atrás. El «Consejo Mundial de Iglesias», que representa al conjunto de Iglesias de la Comunión Anglicana, protestantes y ortodoxas, goza de un alto prestigio moral. La Iglesia católica no es miembro del Consejo, pero ha participado de algunas comisiones, como la de «Fe y Constitución». No se excluye que en el futuro se integre en el Consejo como miembro de pleno derecho.

- Parecería que la unidad entre las distintas confesiones cristianas fuese una idea más afín entre los cristianos jóvenes, a quienes el sentido de la vida, la promoción de la sociedad, el significado de la figura de Jesucristo y la ayuda solidaria en común les importan mayormente. Quizá sea por eso que los jóvenes sigan sintiéndose tan atraídos por experiencias como la que presenta la ecuménica Comunidad de Taizé, o más nuevas como la comunidad religiosa-ecuménica de los Misioneros y Misioneras del Amor Sacramentado.

### Semana de oración por la Unidad de los cristianos
Anualmente, se celebra la Semana de Oración por la Unidad de los cristianos, que tradicionalmente se hace del 18 al 25 de enero, entre las festividades de la confesión de san Pedro, y la conversión de san Pablo. En otros lugares, se celebra en torno a la fiesta de Pentecostes.

## Personalidades con carácter ecuménico
Entre las personalidades reconocidas por su carácter ecuménico y sus aportes decisivos al ecumenismo se pueden citar:
- el filósofo alemán Gottfried Leibniz (1646-1716).
- el arzobispo de Upsala de la Iglesia luterana de Suecia, Nathan Söderblom (1866-1931).
- el líder laico Robert Hallowell Gardiner (1882-1944).
- el filósofo ruso Vladímir Soloviev (1853-1900).
- el estadounidense John Raleigh Mott, ganador del Premio Nobel de la Paz 1946.
- el sacerdote Paul Couturier (1881-1953), inspirador del llamado «ecumenismo espiritual».
- el teólogo Yves Congar (1904-1995).
- el papa Juan XXIII (1881-1963).
- el patriarca Atenágoras de Constantinopla (1886-1972).
- el papa Pablo VI (1897-1978).
- el hermano Roger Schutz (1915-2005), fundador de la Comunidad ecuménica de Taizé.
- el papa Juan Pablo II (1920–2005).
- la seglar italiana Chiara Lubich (1920-2008), fundadora del Movimiento de los Focolares.
- el arzobispo emérito de Milán, Carlo Maria Martini (1927- 2012).
- el obispo argentino Jorge Novak (1928-2001).
- el arzobispo de Canterbury Rowan Williams (1950- ).
- el historiador italiano Andrea Riccardi ( 1950- ), fundador de la Comunidad de Sant'Egidio.
- el papa Francisco (1936-2025)